# Eolydus
Eolydus es un género de coleóptero de la familia Meloidae.

## Especies
Las especies de este género son:
- Eolydus afghanicus Kaszab, 1958
- Eolydus atripes (Pic, 1905)
- Eolydus conspicuus (Waterhouse, 1889)
- Eolydus indicus Kaszab, 1961
- Eolydus kanarensis Kaszab, 1961
- Eolydus meghalayaensis Saha, 1979